# Psittacula longicauda
Il parrocchetto codalunga (Psittacula longicauda (Boddaert, 1783) è un uccello della famiglia degli Psittaculidi.

## Distribuzione
Ha un'ampia distribuzione che va dalla penisola malese alle isole Andamane e Nicobare, a Sumatra, fino al Borneo. È molto diffuso in natura e poco allevato in cattività.

## Descrizione
Ha colore generale verde, testa color salmone, corona verde scuro, bavaglio nero, groppone azzurro, lunga coda blu, mandibola superiore rossa e inferiore nera; la taglia è di 42 cm. Il dimorfismo sessuale è evidente: la femmina ha becco nero e coda più corta.

## Biologia
Predilige il limitare della giungla, le foreste rivierasche aperte, con palme e mangrovie e le pianure allagate con grandi alberi morti. È un migratore che fuori dal periodo riproduttivo si organizza in grandi stormi che si ritrovano ogni sera sui giganteschi alberi dormitorio, oppure sulle cime dei fitti boschetti di bambù. Ha una dieta varia e ricca: semi, frutti (assai gradita la papaia), fiori (adora quelli di acacia), germogli e bacche ne sono la base. Nidifica nel cavo di un albero morto dove la femmina depone 2-3 uova.

## Tassonomia
Si presenta in cinque sottospecie:
- P. l. longicauda;
- P. l. defontainei, simile alla precedente ma di taglia leggermente inferiore;
- P. l. modesta, con il rosso del capo molto più diffuso;
- P. l. tytleri, con dorso grigio;
- P. l. nicobarica, con la colorazione facciale tendente all'arancio e con sfumature giallastre sul dorso.